# Manhattan (TV-serie)
Manhattan är en amerikansk dramaserie som hade premiär 2014. Den handlar om Manhattanprojektet, som utvecklade världens första atombomb. Serien gör inte anspråk på att vara historiskt korrekt, och de flesta av karaktärerna är påhittade.
Serien rosades av kritiker, men fick aldrig särskilt höga tittarsiffror, och lades ner efter två säsonger.

## Rollista (i urval)
| John Benjamin Hickey | – Frank Winter                 |
| Olivia Williams      | – Liza Winter, Franks hustru   |
| Ashley Zukerman      | – Charlie Isaacs               |
| Rachel Brosnahan     | – Abby Isaacs, Charlies hustru |
| Daniel Stern         | – Glen Babbit                  |
| Katja Herbers        | – Helen Prins                  |